# لية غنم

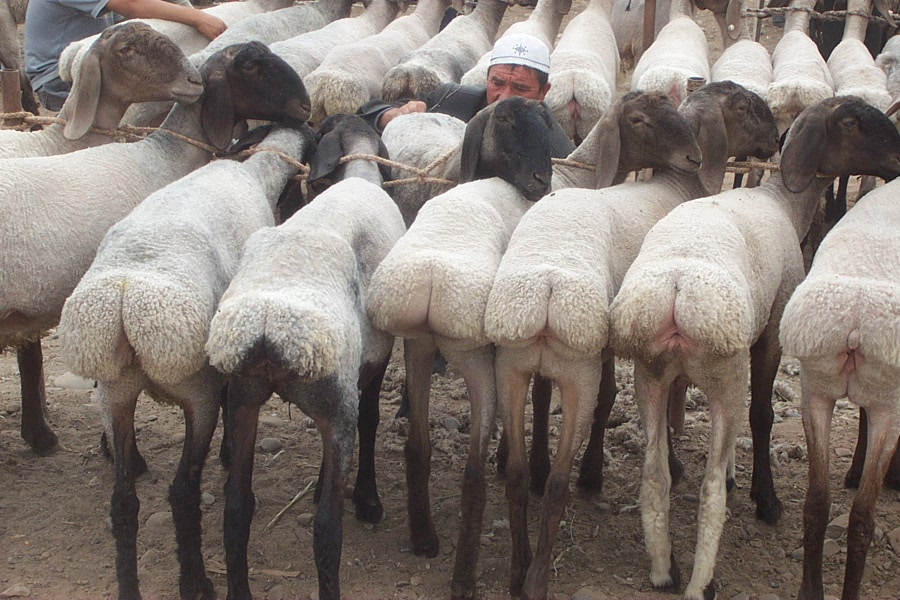
أغننام ذات لية

لية الغنم أو دهون الذيل هي دهون في بعض سلالات الأغنام، وخاصة في أغنام دهنية الذيل. وهو عبارة عن دهون متراكمة متدلية في الأجزاء الخلفية من الأغنام على جانبي الذيل وعلى الفقرات 3-5 من الذيل الأولى. قد يصل وزن هذا الجزء من تشريح الأغنام إلى 30 كجم (66 رطلاً). تُستخدم هذه الخراف هذه الأجزاء الخلفية لتجميع الدهون للاستخدام اللاحق خلال مواسم الجفاف، على غرار حدب الإبل.
لية الخروف معروف باسم (بالروسية: kurdyuk) ولغات آسيا الوسطى. 
يُعرف هذا الذيل الدهني في اللغة العربية باسم «لية»، في الجزائر يُعرف باسم «زاكا»، وكويروك ياجي باللغة التركية، و«دنبه» في إيران، وعليا في العبرية، والكلمات التي يمكن العثور عليها في النصوص القديمة وكذلك في ثقافة الطعام المحلية وأسماء سلالات الأغنام.
لا تتجمد دهون اللية في درجة حرارة الغرفة وتستخدم في المطبخ. عند التقديم، تنبعث من اللية رائحة قوية، توصف بأنها «سامة حمضية». ومع ذلك، فإن لها نكهة غنية عندما تكون جاهزة للأكل. على وجه الخصوص يتم استخدامها لطهي الكفتة والبيلاف والأطباق التقليدية الأخرى. ومع ذلك، فإن لها نكهة غنية عندما تكون جاهزة للأكل.